# Eldorado (Neil Young)
Eldorado è un EP del cantautore canadese Neil Young pubblicato nel 1989 dalla Reprise Records.
È un documento assai interessante della resurrezione dopo anni (volutamente) fuori fuoco. Tutto nasce dall'ennesima riunione con i Crosby, Stills, Nash & Young, stavolta incredibilmente patronicinata dallo stesso Neil, che per anni l'aveva osteggiata. L'album galeotto fu American Dream, uscito l'anno prima di questo, nel 1988. In quell'occasione gli venne in mente di ricreare le vecchie atmosfere degli anni d'oro con qualcosa che facesse a pugni con lo stile solare del folk rock dei CSN&Y. Nasce così Eldorado, che risulta essere quasi una rarità; siccome fu pubblicato solo in Giappone ed Australia, perché, a quanto disse il beffardo Neil: "Sono tornato, ma dovrete trovarmi".
Il disco (suonato con Chad Cromwell e Rick Rosas, accreditati come i Restless, che collaboreranno ancora più avanti per Prairie Wind e Living with War) ha solo cinque canzoni, di cui tre compariranno pochi mesi dopo (in versione lievemente modificata su insistenza dei produttori Niko Bolas e Poncho Sampedro) su Freedom, album ufficiale della "rinascita". Don't Cry è più lunga di un minuto rispetto a Freedom, rendendosi così ancora più bruciante. La title track è meno rilassata, vivacizzata dall'inserimento di una chitarra elettrica che poi sarà assente nella nuova versione. Stesso discorso per On Broadway che presenta un volume alzato per le distorsioni. Insomma, nulla di troppo rilevante in queste differenze ma alcuni potrebbero trovarle più accattivanti.
Cocaine Eyes e Hard Love, si possono trovare solo in questo EP. La prima è una scarica diretta come una stilettata all'amico-rivale Stephen Stills per le sue "condizioni" durante la lavorazione ad American Dream. Il brano inizia con un testing delle chitarre in cui si sentono lievemente delle voci. Il tecnico di registrazione non è soddisfatto dall'apertura col solito feedback ma Young gli dice: "Yeah, but that sounds good, though". Tra l'altro, il riff ricorda quello di Rockin In The Free World. La seconda ha la batteria pesante, la chitarra tagliente e le esplosioni ma, come la precedente, con una melodia ben costruita, entrambe saranno il germe seminale alla base di Ragged Glory. Una giusta critica mossa da alcuni è che non valeva la pena di spendere tanti soldi per solo due inediti.
Certamente Eldorado è uno dei lavori più violenti della carriera del canadese.
Quando Graham Nash ascoltò un'anteprima suonata di Eldorado, il suo giudizio fu "I absolutely hate this record!". Si racconta che Young fu entusiasta di questa reazione.

## Tracce
I brani sono di Neil Young, tranne dove indicato.
1. Cocaine Eyes – 4:24
2. Don't Cry – 5:00
3. Heavy Love – 5:09
4. On Broadway – 4:57 (testo: Barry Mann, Cynthia Weil, Jerry Leiber e Mike Stoller)
5. Eldorado – 6:03

## Formazione
- Neil Young - chitarra, voce
- Chad Cromwell - batteria
- Rick "The Bass Player" Rosas - basso